# Petrus von Passau
Petrus von Passau (lateinisch Petrus Passaviensis; † zwischen 19. und 23. Februar 1280 in Tulln an der Donau) war von 1265 bis 1280 Fürstbischof von Passau.

## Biographie
Petrus war von 1257 bis 1264 Breslauer Domherr und zugleich Hofmeister des Herzogs Wladislaw von Schlesien. Diesen begleitete er 1265 zum Studium nach Padua, wo beide den akademischen Magistergrad erlangten. Im selben Jahr wurde Wladislaw zum Bischof von Passau gewählt und ein halbes Jahr später Erzbischof von Salzburg. Am 24. November schließlich setzte Papst Klemens IV., der sich die Besetzung beider Bistümer vorbehalten hatte, Petrus zum Bischof von Passau ein.
1267 vermittelte Petrus im Konflikt zwischen dem böhmischen König Ottokar II., der 1266 die Stadt Passau besetzt hatte, und Herzog Heinrich XIII. von Niederbayern. Im Mai 1267 beteiligte er sich an der Synode von Wien. Am 11. Juni 1267 erteilte er seinem ehemaligen Studienkollegen Wladislaw die Priesterweihe und tags darauf die Bischofsweihe.
1274 berief Petrus eine Diözesansynode nach Passau ein und nahm im Oktober an einer Provinzialsynode in Salzburg teil, welche die Beschlüsse von Wien bestätigte und erweiterte. Im selben Jahr wechselte er vom König Ottokar II. auf die Seite des Königs Rudolf von Habsburg, was umfassende Privilegienbestätigungen durch diesen zur Folge hatte, unter anderem den Erhalt des Innzolls bei Obernberg. Petrus ließ in Passau die erste Donaubrücke errichten.

## Notoj
1. ↑  Sigismundus Calles SJ: "Annalium Austriae pars 2. Res aetatis mediae sub Babenbergicae stirpis ducibus usque ad Habsburgicae gentis principes in Austria gestae...", Vienna 1750, p. 426

| Personendaten    | Personendaten                                  |
| ---------------- | ---------------------------------------------- |
| NAME             | Petrus von Passau                              |
| ALTERNATIVNAMEN  | Peter von Passau; Petrus von Breslau           |
| KURZBESCHREIBUNG | Bischof von Passau                             |
| GEBURTSDATUM     | 13. Jahrhundert                                |
| STERBEDATUM      | zwischen 19. Februar 1280 und 23. Februar 1280 |
| STERBEORT        | Tulln an der Donau                             |